# Titoizam
Titoizam je jedna od totalitarističkih ideologija komunističkog pogleda na svijet. Njen tvorac bio je doživotni predsjednik SFRJ, Josip Broz Tito 1948. godine, nakon njegovog raskida odnosa sa SSSR-om. Razlika titoizma u odnosu na druge komunističke ideologije jest što se u njezinom središtu nalazi samoupravljanje naspram apsolutne vlasti i kontrole u staljinizmu. Zbog niza povijesnih okolnosti, neki periferni elementi staljinizma bili su prvih godina prisutni i u titoizmu, no nakon početnih godina oni se postupno napuštaju.

## Nastanak
Po preuzimanju vlasti u Jugoslaviji 1944./1945. godine, komunisti predvođeni Titom počinju u državi provoditi staljinistički oblik komunizma, kao i masovne zločine nad njemačkim kolaboracionistima, kapitalistima, poduzetnicima, brojnim uglednicima, intelektualcima te političkim disidentima (neistomišljenicima ili antikomunistima). Bez obzira na javno proklamirano prijateljstvo s SSSR-om i gotovo identičan politički sustav, Staljin je postao uznemiren pretjeranom samostalnošću Titovog režima i zbog toga 1948. godine poziva jugoslavenske komuniste da ga svrgnu s vlasti. Komunistička Jugoslavija, koja je do tada potpuno ekonomsko-politički ovisila o Moskvi, se odjednom našla izolirana i od SAD-a, s kojim je bila u zavadi od završetka rata, i od Sovjetskog Saveza, čija joj je pomoć do tada bila nužna za obnovu u ratu porušene države. U takvim je uvjetima Josip Broz Tito usmjerio državnu politiku u pravac izgradnje zasebne inačice socijalizma kojoj će Sovjetski Savez kasnije dati derogatorno ime titoizam.

## Obilježja
Titoizam, kao i većina drugih političkih pokreta, prolazio je kroz evoluciju, a svoj završni oblik dobiva tek 1953. godine objavom novog ustava. Bez obzira na neslaganje s drugim komunističkim državama nad kojima dominira SSSR, osnovna politika titoizma ostala je orijentirana oko komunizma i protivljenja parlamentarnoj demokraciji. Ta politička osnova se u prvom razdoblju nadograđuje s javnom politikom neutralnosti ili jednake političke udaljenosti između Washingtona i Moskve koja će u kasnijim godinama prerasti u Pokret nesvrstanih, u kojem je SFR Jugoslavija bila jedan od osnivača.

### Samoupravljanje
Na unutarnjopolitičkom planu, osnovu titoizma predstavlja samoupravljanje, koje nastaje 1950. godine. Radnici su prema tom zakonu teoretski imali pravo upravljati tvornicama, čime je oduzeta vlast birokratima. Cilj samoupravljanja, koje je kroz godine bilo izloženo stalnim napadima kroz propagandu SSSR-a, bio je da radnici „uživaju u plodovima svoga rada”.

### Kult ličnosti
Ključan aspekt titoizma je Titov kult ličnosti, koji je bio glavni instrument partijskog vladanja. Cjelokupna javna slika Josipa Broza Tita bila je iznimno vješto izvedena: od portreta, javnih nastupa i govora, što je u mnogome pridonijelo uspjehu promoviranja titoizma u državi i u svijetu. Tito je sam za života izbjegavao idolopoklonstvo vlastitom postojanju, što ga je dijelilo od režima poput Maovoga i Staljinovoga. Nakon njegove smrti, Komunistička partija Jugoslavije ipak se latila štovanja slike i sjećanja Tita u svrhu narodnog jedinstva i supresije nacionalističkih pokreta unutar Federacije.

### Represija neistomišljenika
Titoizam, kao i gotovo svi drugi oblici real-socijalizma, bio je jednopartijska diktatura. Za održavanje takvog sustava bio je korišten represivni aparat čiji je najpoznatiji element bila UDBA. 
U prvom razdoblju nakon nastanka titoizma na udaru represivnog aparata našli su se antikomunisti te zagovornici Staljina i simpatizeri SSSR-a, koji su bili poslani na Goli otok za odradu kazne. Time je na otoku 1949. godine bilo 6 tisuća zatvorenika. Protivnici komunističkog jednopartijskog režima su slani u druge zatvore na „preedukaciju”, tako da niti jedan od njih navodno nije bio ubijen od stražara. Do jedinih ubojstava na Golom otoku navodno dolazi u borbama među kažnjenicima. Nakon zatvaranja Golog otoka, to jest nakon njegovog prepuštanja na upravljanje SR Hrvatskoj, politički zatvorenici su bili slani na odradu kazne u obične zatvore. Od zatvorenika koji su bili osuđeni za podrivanje političkog poretka najpoznatiji će biti kasniji hrvatski predsjednici Franjo Tuđman i Stipe Mesić.
Izvan granica Jugoslavije, UDBA se bavila likvidacijom članova ustaških, četničkih i pokreta koji su se zalagali za suverenu Hrvatsku, od kojih su neki vršili napade i ubojstva, ali i hrvatskih, srpskih, bošnjačkih te slovenskih političkih emigranata koji su se borili za demokratizaciju Jugoslavije (npr. Bruno Bušić), a koji su po procjeni jugoslavenskih dužnosnika predstavljali prijetnju političkom poretku. Ukupno se smatra da je UDBA u doba titoizma ubila 69 osoba, od čega je najveći dio ubojstava izvršen 1965. – 1981. godine.

## Nedostatci

### Emigracija
Titoizam je zagovarao punu zaposlenost, tj. da svima koji žele raditi bude omogućeno. Za razliku od drugih socijalističkih država, SFR Jugoslavija davala je svojim građanima putovnice za slobodna putovanja u zapadnoeuropske države. Tu mogućnost će tijekom 1960-ih i 1970-ih godina iskoristiti velik broj stanovnika Jugoslavije, koja će tim načinom rješiti svoj problem nezaposlenosti. Općenito se smatra da je u zapadnoj Europi živjelo od 800 tisuća do milijun stanovnika Jugoslavije, od kojih je velik broj tamo doputovao u razdoblju 1945. – 1981. godine. Po mišljenju profesora Miljenka Hajdarovića, Hrvatsku je u od 1948. do 1981. godine napustilo 265 000 stanovnika.

### Nestabilnost
Danas se smatra da je uspjeh titoizma bio neposredno vezan za Titovu prisutnost i vlast u državi, a time i kult ličnosti. Titovom smrću 1981. godine, na vidjelo su izašli i bili uvećani mnogi problemi s kojima se SFRJ suočavala; nacionalne težnje, etnički sporovi i ekonomsko stanje (poput velikog stranog duga). Osobito je izražen bio i problem borbe za nadmoć u državi, gdje su pokušajima demokratizacije uvećani etnički razdori među stanovništvom.

## Nestanak
Baština titoizma većinom završava raspadom SFRJ zbog manjka potrebe za prizivanjem njegovoga lika u svrhu jedinstva. Mit o Titu je, međutim, ostao živ u nekoj mjeri. U Hrvatskoj se očitovao u raspravi oko imena današnjeg Trga Republike Hrvatske, prethodno Trga maršala Tita. Prije preimenovanja u 2017. godini, građanska inicijativa „Krug za trg” održavala je godišnje demonstracije kako bi navela vlasti na osmišljanje novog imena za zagrebački trg, žaleći se prije svega što nosi ime vođe totalitarnog režima koji je, među ostalim, nasilno suzbijao i hrvatske težnje za nacionalnim identitetom.